# Preponsko jahanje
Preponsko jahanje olimpijska je disciplina konjičkog športa. Održava se u ringu punom prepona koji se naziva parkour. Ako ih jahač sve preskoči zacrtanim redom bez rušenja i ako mu konj ne odbije preskočiti preponu u određenom dozvoljenom vremenu, dobiva nagradu. Težina natjecanja, to jest kategorije, rangiraju se prema visini i nazivaju se utakmicama. 
1. utakmica obično je visine 80 cm, 2. visine 100 cm, 3. visine 110 cm i najviše 140 cm. Na nižim utakmicama nagrade su počasne rozete, a na višim pehari.   

## Vanjske poveznice

### Ostali projekti
|  | Zajednički poslužitelj ima još gradiva o temi Preponsko jahanje |